# Hirono (Fukushima)
Hirono (広野町 Hirono-machi?) es un pueblo localizado en la prefectura de Fukushima, Japón. En junio de 2019 tenía una población de 3.991 habitantes y una densidad de población de 68 personas por km². Su área total es de 58,69 km².

## Geografía

### Municipios circundantes
- Prefectura de Fukushima
  - Iwaki
  - Naraha

## Demografía
Según datos del censo japonés, la población de Hirono ha disminuido en los últimos años.
| Año del censo | Población |
| ------------- | --------- |
| 1995          | 5.767     |
| 2000          | 5.813     |
| 2005          | 5.533     |
| 2010          | 5.418     |
| 2015          | 4.319     |